# Costantino Nivola

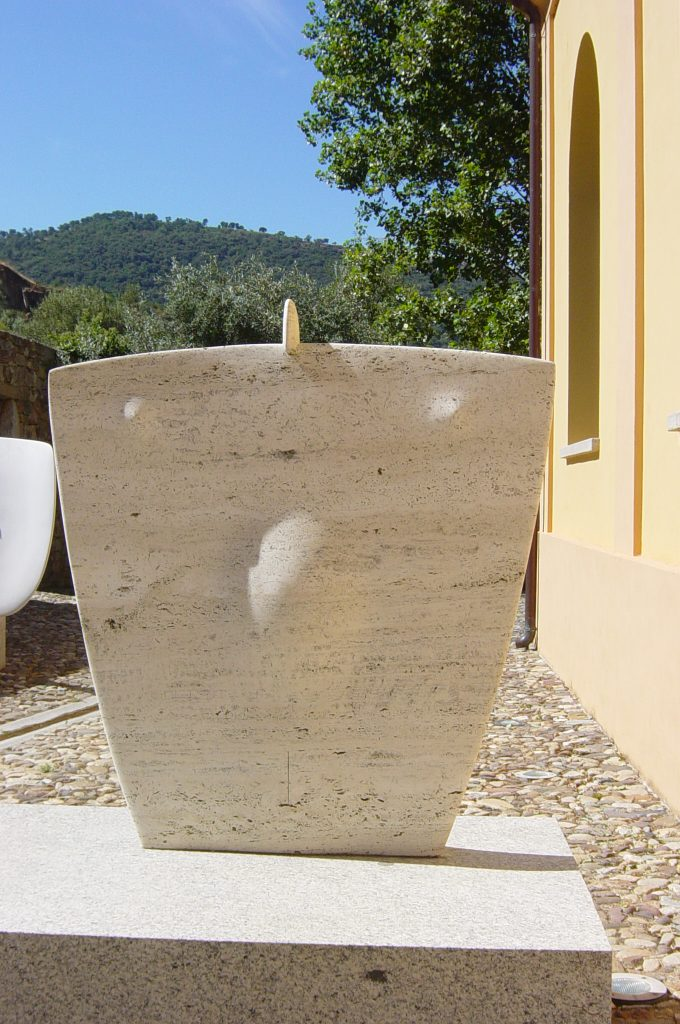
Feminine figure

Costantino Nìvola, begenaamd Tino (Orani (Italië), 5 juli 1911 - Long Island (VS), 6 mei 1988) was een Sardijnse schilder en beeldhouwer.

## Afkomst
Nivola werd geboren in een klein dorp in Barbagia in centraal Sardinië. Hij begon zijn carrière als steenhouwer.

## Werk
In Sassari kwam Nivola in de leer bij de schilder Mario Delitala, die eveneens uit Orani afkomstig was. Samen werkten ze aan de aankleding van ruimten van de Universiteit van Sassari. Hij verhuisde naar het vasteland en werd in 1931 lid van de ISIA, het staatsinstituut voor de kunstzinnige industrie in Monza bij Milaan. Uit deze tijd stammen zijn eerste officiële tentoonstellingen.
In 1936 kwam hij in dienst bij de grafische afdeling van Olivetti, destijds een van de belangrijkste bedrijven van het land. In 1939 week hij echter uit naar Frankrijk en later naar Long Island, vanwege de rassenwetten die onder het Fascisme werden ingevoerd. 
In Amerika werd hij de eerste artistiek directeur voor "interiors" en "Progressive Architecture". Hij werd een goede vriend van Le Corbusier en met diens invloed ontwikkelde hij een nieuwe techniek die hij sandcasting noemde.
In 1972 werd Nivola het eerste niet-Amerikaanse lid van de American Academy of Arts and Letters.

## Museum
In Orani is in 1995 in het voormalig washuis een museum geopend dat geheel gewijd is aan zijn werk.